# Perizoma venisticta
Perizoma venisticta là một loài bướm đêm trong họ Geometridae.